# Zalewo (Miłomłyn)
Zalewo (deutsch Sallewen) ist eine Ortschaft in der polnischen Woiwodschaft Ermland-Masuren. Zalewo gehört zur Gmina Miłomłyn (Stadt-und-Land-Gemeinde Liebemühl) im Powiat Ostródzki (Kreis Osterode in Ostpreußen).

## Geographische Lage
Zalewo liegt im Westen der Woiwodschaft Ermland-Masuren, zwölf Kilometer westlich der Kreisstadt Ostróda (deutsch Osterode in Ostpreußen).

## Geschichte
1700 ist das Gründungsjahr des Dorfs Sallewen. Im Jahre 1874 wurde die Landgemeinde Sallewen in den neu errichteten Amtsbezirk Bieberswalde (polnisch Liwa) im Kreis Osterode in Ostpreußen aufgenommen, dem sie bis 1945 angehörte.
245 Einwohner waren im Jahre 1910 in Sallewen gemeldet. Ihre Zahl sank bis 1933 auf 222 und belief sich 1939 auf 212.
1945 kam Sallewen in Kriegsfolge mit dem gesamten südlichen Ostpreußen zu Polen. Das Dorf erhielt die polnische Namensform „Zalewo“ und ist heute eine Ortschaft innerhalb der Stadt-und-Land-Gemeinde Miłomłyn (Liebemühl) im Powiat Ostródzki (Kreis Osterode in Ostpreußen), bis 1998 der Woiwodschaft Olsztyn, seither der Woiwodschaft Ermland-Masuren zugehörig.

## Kirche
Bis 1945 war Sallewen in die evangelische Pfarrkirche Liebemühl (polnisch Liebemühl) in der Kirchenprovinz Ostpreußen der Kirche der Altpreußischen Union, außerdem in die römisch-katholische Kirche Osterode i. Ostpr. (polnisch Ostróda) eingegliedert.
Heute gehört Zalewo evangelischerseits zur Kirchengemeinde in Ostróda innerhalb der Diözese Masuren der Kirche der Altpreußischen Union, sowie katholischerseits zur Pfarrei Liwa (Bieberswalde) im Bistum Elbląg (Elbing).

## Verkehr
In Zalewo treffen vier regionale Nebenstraßen aufeinander, die die Orte Miłomłyn (Liebemühl), Kaletka (Kalittken, 1938 bis 1945 Kalitten), Karnity (Karnitten) bzw. Bynowo (Bienau) und Samborowo ((Königlich) Bergfriede) miteinander vernetzen. Eine Anbindung an den Bahnverkehr besteht nicht.

## Persönlichkeiten

### Aus dem Ort gebürtig
- Arnold Kowalewski (1873–1945), deutscher apl. Professor für Philosophie
- Gerhard Szczesny (1918–2002), deutscher Philosoph, Publizist und Journalist